# 米罗·海斯卡宁
米罗·海斯卡宁（芬蘭語：Miro Heiskanen，1999年7月18日—），芬兰男子冰球运动员，场上位置是后卫。他曾代表芬兰国家队参加2018年冬季奥林匹克运动会冰球比赛，获得第六名。